# Nicolas Lefèvre (dominicain)
Pour les articles homonymes, voir Nicolas Lefèvre et Lefèvre.
Nicolas Lefèvre, né à Montfort-l'Amaury en 1588 et mort à la Rochelle en 1653, est un théologien français.

## Biographie
Il embrassa la règle de Saint-Dominique, et, après avoir achevé ses études au couvent de Saint-Jacques à Paris, fut reçu docteur en théologie à Bourges, en 1628. Ses talents pour la prédication l'ayant fait remarquer, on le chargea de divers emplois dans plusieurs maisons de son ordre, et lorsque Louis XIII se fut rendu maître de la Rochelle, Lefèvre rétablit dans cette ville le couvent des dominicains, détruit par les protestants pendant les guerres civiles, et en fut nommé prieur. Il assista, comme définiteur de la province de France, au chapitre général assemblé à Rome en 1650. De retour à la Rochelle, il y mourut en 1653. 
On a de lui quelques ouvrages latins et français : 
1. Doctrine orthodoxœ fidei. seu Symboli D. Athanasii ex-positio, Paris, 1631, in-24 Cette explication du symbole dit de Saint-Athanase est tirée des ouvrages de Saint-Thomas d'Aquin.
2. Prœdicator carnuteus, sive instilutio conventus carnutensis, Chartres, 1657, in-8° ;
3. Manual eecclesiasticum historicuma Christo nato ad 1646, la Rochelle, 1646, 2 vol. in-8° ;
4. Agématologie, c'est-à-dire Discours de l'assemblée du chapitre provincial célébré à Chartres, Angers, in-8°. Cet ouvrage contient-des détails intéressants sur l'histoire de la ville de Chartres, La Défense du Saint-Rosaire et chapelet, la Rochelle, 1646, in-4°.